# 1080-ті
Високе Середньовіччя •  Золота доба ісламу •  Реконкіста  •  Київська Русь

## Події

### Київська Русь
У Київській Русі правив великий князь Всеволод Ярославич. Його донька Євпраксія Всеволодівна стала дружиною імператора Священної Римської імперії Генріха IV. Давид Ігорович захопив 1081 року Тмутаракань, але незабаром із візантійського полону повернувся Олег Святославич і повернув собі князівство. Після смерті 1087 року Ярополка Ізяславича від руки власного дружинника Давид Ігорович отримав Волинське князівство. 
Будівнича діяльність переяславського єпископа Єфрема. Уперше згадані в літописах Луцьк, Прилуки. 

### Східна Європа та Візантія
У Польщі княжив  Владислав I Герман, в Угорщині королював Ласло I. 1085 року імператор Священної Римської імперії Генріх IV дарував королівський титул князю Богемії Вратиславу. 1089 року в Хорватії або помер або загинув король Дмитар Звонімир, почалася боротьба за трон, в яку активно втрутились Угорщина та Венеція.
1081 року імператором Візантії став Олексій I Комнін. Йому довелось вести важку боротьбу за виживання держави. Нормани з півдня Італії напали на Епір (сучасна Албанія та північ Греції). Візантія заручилася в боротьбі з ними підтримкою Венеції, дарувавши венеційцям значні торгові привілеї. Натиск норманів вичерпався через події в Італії, брак коштів та епідемію, а після смерті Роберта Гвіскара взагалі припинився. Новою загрозою для Візантії з боку Фракії стали печеніги. У боротьбі з ними візантійці використовували половців. Втративши значну частину Анатолії візантійці скористалися для захисту чварами серед сельджуків, у яких уже не було єдності. Однак становище залишалося загрозливим, і Візантія звернулася за допомогою до Західної Європи, що було одним із факторів в організації хрестового походу.

### Західна Європа
Продовжувалася боротьба за інвеституру між папою Римським Григорієм VII та королем Німеччини Генріхом IV. 1081 року Генріх IV почав свій другий похід в Італію. Він здобув Рим, але Папа зачинився в Замку Святого Ангела. 1084 року Генріх домігся висвячення папою Климента III, який одразу ж коронував Генріха імператором Священної Римської імперії. Григорія VII  визволив з полону Роберт Гвіскар, норманський правитель півдня Італії, однак нормани розграбували Рим, і папі Григорію довелося покинути місто. Він помер 1085 року в Салерно. Однак, боротьба не припинилася, було обрано нового папу Віктора III, а після його смерті Урбана II. 
Після смерті Роберта Гвіскара спалахнула боротьба між його синами Річардом Борсою та Боемундом за південь Італії, однак незабаром брати та їхній дядько Рожер I Сицилійський домовилися про поділ земель. Рожер I, повністю підпорядкувавши собі Сицилію, захопив Мальту. Нормани продовжували підтримувати пап Віктора III та Урбана II проти імператора Генріха IV. 
Піза стала першим містом півночі Італії, що створила інститут консулів, тобто проголосила себе республікою. Міста півночі Італії отримували привілеї від обох сторін  конфлікту між папою та імператором, що намагалися заручитися їхньою підтримкою. 
1085 року король Кастилії та Леону Альфонсо VI відбив у маврів Толедо. Збентежені мусульманські еміри півдня Піренейського півострова запросили на допомогу Альморавідів із Північної Африки. Правитель Альморавідів Юсуф ібн Ташфін зупинив поступ християн, однак згодом підкорив собі мусульманські емірати. Сід Кампеадор захопив Валенсію. 
В Англії проведено перепис і укладено Книгу Страшного суду. Король Вільгельм Завойовник помер 1087 року. Одразу його володіння розпалися. Королем Англії став Вільгельм II Рудий, а Нормандію зберіг за собою інший син Завойовника Роберт III Куртгез. 1088 року  Одо, єпископ Байо, підняв повстання проти Вільгельма Рудого, яке, втім, зазнало невдачі. Наступного року Вільгельм Рудий спробував відвоювати Нормандію. Його похід мав частковий успіх, але повністю покорити Роберта Куртгеза не вдалося. 
Болонський університет став першим університетом у Західній Європі. Традиційно датою його заснування називають 1088 рік.

### Інші землі
Сельджуки 1090 року захопили Самарканд і Бухару, змусивши Караханідів визнати васалітет. 
Стався розкол серед ісмаелітів. Нізарит Хасан ібн Саббах заснував в Аламуті організацію асасинів.
У Китаї 1085 року до влади прийшла партія консерваторів, реформи Ван Аньши припинилися.
В Японії 1086 року імператор Сіракава формально зрікся трону, передавши його сину, однак продовжував правити з монастиря, що започаткувало характерну для Японії традицію імператорів-затворників, яка отримала назву інсей.